# オパールカップ
オパールカップは岩手県競馬組合が盛岡競馬場で施行する地方競馬の重賞（M2）競走（平地競走）である。競走名のオパールは10月の誕生石。正式名称は「ホテルメトロポリタン盛岡杯 オパールカップ」。

## 概要
芝コースを有する盛岡競馬場で行われる3歳馬による重賞競走。2000年に創設され、第1回は2頭の同着優勝で幕を開いた。距離は当初は芝1600mで、翌2001年に芝1700mに延長されて現在に至る。なお、2020年と2024年は、走路状況悪化のためダート1600mでの施行となった。
施行時期は創設当初は10月だったが、2001年と2002年は11月に施行され、2003年に8月に移行、2005年からは7月に行われている。
2007年のみ、盛岡さんさ踊り30周年記念杯の副称が付いて施行された。2008年に岩手朝日テレビから優勝杯の提供を受け、「IAT杯 オパールカップ」に名称変更された。レース名称は2016年から2019年まで「つぼ八杯 オパールカップ」、2020年は「オパールカップ」、2021年は「東北フローズン杯 オパールカップ」、2022年は「蹄声会会長杯 オパールカップ」、2023年は「天真堂杯 オパールカップ」であった。
出走条件は当初は東北地区交流、2002年は東日本と九州地区交流、2003年から地方競馬全国交流となっている。
2003年から中央競馬の菊花賞のステップ競走へのブロック代表馬選定競走としても施行されており、1着馬はセントライト記念と神戸新聞杯に出走可能となる。
2008年から2024年はスタリオンシリーズ競走に指定されていた。
2023年までは岩手県知事杯OROカップのトライアルであったが、2024年にともに5回盛岡開催での施行となりトライアルではなくなり、2025年は別開催となったがトライアルから外れている。

### 条件・賞金等（2025年）
出走条件
サラブレッド系3歳、地方全国交流。
- サファイア賞の3着以上の馬に優先出走権がある。

負担重量
定量、56kg、牝馬2kg減。
賞金等
1着500万円、2着175万円、3着100万円、4着65万円、5着35万円、着外手当5万円。
副賞
ホテルメトロポリタン盛岡賞、開催執務委員長賞。

## 歴史
- 2000年
  - 盛岡競馬場の芝1600mのサラブレッド系4歳（現3歳）の東北地区（岩手・上山・新潟所属馬）交流の重賞競走「オパールカップ」として創設。
  - 岩手のマイダイナマイトとメイセイオペレッタが同着優勝。
- 2001年
  - 馬齢表示の国際基準への変更に伴い、出走条件を「サラブレッド系4歳の岩手・上山・新潟所属馬」から「サラブレッド系3歳の岩手・上山・新潟所属馬」に変更。
  - 施行時期を10月から11月に変更。
  - 施行距離を現在の芝1700mに変更。
- 2002年 - この年のみ、東日本・九州地区交流競走として施行、出走条件を「サラブレッド系3歳の北海道・岩手・上山・北関東・南関東・九州所属馬」に変更。
- 2003年
  - この年から地方競馬全国交流競走として施行、出走条件を「サラブレッド系3歳の地方所属馬」に変更。
  - 施行時期を11月から8月に変更。
  - 1着馬に菊花賞トライアルの出走権が付与される様になる。
- 2005年 - 施行時期を8月から7月に変更。
- 2007年
  - 盛岡さんさ踊り30周年記念杯の副称が当年のみ付く。
  - 岩手の菅原勲が騎手として史上初の連覇。
- 2008年
  - 岩手朝日テレビから優勝杯の提供を受け、名称を「IAT杯 オパールカップ」に変更。
  - スタリオンシリーズ競走に指定。
  - 大井のカクテルラウンジが他地区の地方所属馬として史上初の優勝。
- 2013年 - 岩手の山本政聡が騎手として2人目の連覇。
- 2016年
  - 名称を「つぼ八杯 オパールカップ」に変更。
  - 岩手競馬で重賞格付け制度が開始され、M2に格付けされる。
- 2020年 
  - 名称を「オパールカップ」に変更。
  - 芝コースの走路状況悪化によりダート1600mに変更して施行[2]。
- 2021年 - 名称を「東北フローズン杯 オパールカップ」に変更。
- 2022年 - 名称を「蹄声会会長杯 オパールカップ」に変更。
- 2023年 - 名称を「天真堂杯 オパールカップ」に変更。
- 2024年 
  - 名称を「ホテルメトロポリタン盛岡杯 オパールカップ」に変更。
  - 芝コースの走路状況悪化によりダート1600mに変更して施行[3]。

### 歴代優勝馬
| 回数   | 施行日         | 距離    | 優勝馬             | 性齢 | 所属   | タイム          | 優勝騎手   | 管理調教師 | 馬主                       |
| ------ | -------------- | ------- | ------------------ | ---- | ------ | --------------- | ---------- | ---------- | -------------------------- |
| 第1回  | 2000年10月15日 | 芝1600m | マイダイナマイト   | 牝3  | 水沢   | 1:37.2 （同着） | 小林俊彦   | 佐々木修一 | 佐藤良二                   |
| 第1回  | 2000年10月15日 | 芝1600m | メイセイオペレッタ | 牝3  | 水沢   | 1:37.2 （同着） | 草地保隆   | 千葉四美   | （有）明正商事             |
| 第2回  | 2001年11月4日  | 芝1700m | セイントリーフ     | 牝3  | 水沢   | 1:47.1          | 阿部英俊   | 鈴木七郎   | 内海正章                   |
| 第3回  | 2002年11月4日  | 芝1700m | アパルダー         | 牡3  | 水沢   | 1:46.9          | 村上忍     | 村上昌幸   | 橋本哲三                   |
| 第4回  | 2003年8月16日  | 芝1700m | コレクションボス   | 牡3  | 水沢   | 1:46.6          | 西康志     | 佐藤雅彦   | 新居田剛芳                 |
| 第5回  | 2004年8月14日  | 芝1700m | エスエヌハヤテ     | 牡3  | 水沢   | 1:45.4          | 板垣吉則   | 千葉博     | 西舘榮                     |
| 第6回  | 2005年7月24日  | 芝1700m | コスモジェントル   | 牡3  | 水沢   | 1:47.0          | 村松学     | 小野寺三男 | 原島直樹                   |
| 第7回  | 2006年7月23日  | 芝1700m | ブラックショコラ   | 牡3  | 水沢   | 1:46.7          | 菅原勲     | 千葉博     | 太田廣司                   |
| 第8回  | 2007年7月22日  | 芝1700m | ボスアミーゴ       | 牡3  | 水沢   | 1:45.7          | 菅原勲     | 鈴木七郎   | 千葉浩                     |
| 第9回  | 2008年7月13日  | 芝1700m | カクテルラウンジ   | 牝3  | 大井   | 1:46.1          | 吉田稔     | 村上頼章   | 吉田照哉                   |
| 第10回 | 2009年7月12日  | 芝1700m | エイブルインレース | 牝3  | 大井   | 1:46.2          | 戸崎圭太   | 栗田裕光   | 吉田照哉                   |
| 第11回 | 2010年7月11日  | 芝1700m | リュウノボーイ     | 牡3  | 船橋   | 1:45.2          | 菅原勲     | 齊藤敏     | 蓑島竜一                   |
| 第12回 | 2011年7月10日  | 芝1700m | スタープロフィット | 牡3  | 北海道 | 1:45.4          | 服部茂史   | 角川秀樹   | 吉田照哉                   |
| 第13回 | 2012年7月15日  | 芝1700m | コスモワイルド     | 牡3  | 川崎   | 1:46.3          | 山本政聡   | 河津裕昭   | （有）ビッグレッドファーム |
| 第14回 | 2013年7月14日  | 芝1700m | ハカタドンタク     | 牡3  | 水沢   | 1:46.1          | 山本政聡   | 板垣吉則   | 小林祥晃                   |
| 第15回 | 2014年7月13日  | 芝1700m | ライズライン       | 牡3  | 水沢   | 1:46.4          | 村上忍     | 千葉幸喜   | 大久保和夫                 |
| 第16回 | 2015年7月12日  | 芝1700m | ロゾヴァドリナ     | 牝3  | 大井   | 1:46.4          | 矢野貴之   | 森下淳平   | 吉田照哉                   |
| 第17回 | 2016年7月10日  | 芝1700m | サンエイゴールド   | 牡3  | 水沢   | 1:46.1          | 山本聡哉   | 瀬戸幸一   | 鈴木雅俊                   |
| 第18回 | 2017年7月9日   | 芝1700m | ブラックロード     | 牡3  | 水沢   | 1:46.8          | 阿部英俊   | 佐々木由則 | 欠畑圭一                   |
| 第19回 | 2018年7月8日   | 芝1700m | スタークニナガ     | 牡3  | 北海道 | 1:47.2          | 瀧川寿希也 | 田中正二   | 須田靖之                   |
| 第20回 | 2019年7月7日   | 芝1700m | マツリダレーベン   | 牡3  | 水沢   | 1:46.7          | 村上忍     | 菅原勲     | 高橋福三郎                 |
| 第21回 | 2020年7月12日  | ダ1600m | エイシンハルニレ   | 牡3  | 水沢   | 1:37.2          | 山本聡哉   | 畠山信一   | 吉田勝利                   |
| 第22回 | 2021年7月11日  | 芝1700m | キヨラ             | 牝3  | 水沢   | 1:46.6          | 高橋悠里   | 板垣吉則   | （同）三度屋               |
| 第23回 | 2022年7月10日  | 芝1700m | ウン               | 牡3  | 川崎   | 1:43.6R         | 本田正重   | 河津裕昭   | 岡田美佐子                 |
| 第24回 | 2023年7月9日   | 芝1700m | ラビュリントス     | 牝3  | 川崎   | 1:45.6          | 本田正重   | 内田勝義   | （有）キャロットファーム   |
| 第25回 | 2024年7月30日  | ダ1600m | ベルベストランナー | 牡3  | 水沢   | 1:39.9          | 高橋悠里   | 千葉幸喜   | 宮崎俊也                   |
| 第26回 | 2025年8月5日   | 芝1700m | プチプラージュ     | 牝3  | 笠松   | 1:45.4          | 渡邊竜也   | 笹野博司   | 小濱正智                   |

- 2000年以前の優勝馬の馬齢も現表記を用いる。
- Rはコースレコードを示す。